# Отто Гротеволь
Отто Ґротеволь (нім. Otto Emil Franz Grotewohl нім. вимова: [ˈʔɔto ˈɡʁoːtəvoːl]; 11 березня 1894, Брауншвейг — 21 вересня 1964 Берлін) — німецький політик, член СДПН, з 1946 року — СЄПН. У 1949—1964 роках обіймав посаду голови Ради міністрів НДР.

## Біографія
У 1908—1912 роках Отто Гротеволь вивчився на друкаря і після закінчення навчання вступив до Спілки німецьких друкарів і Соціал-демократичну партію Німеччини. Воював в Першу світову війну і отримав важке поранення. У 1918—1922 роках Гротеволь перебував в Незалежній соціал-демократичній партії Німеччини, в 1920—1930 роках Гротеволь був депутатом ландтагу Брауншвейга від СДПН. У 1922 році обіймав посаду міністра юстиції і народної освіти Вільної держави Брауншвейг в кабінеті Отто Антріка, в 1923—1924 роках — міністра юстиції Брауншвейга в другому кабінеті Генріха Яспера. У 1928 році був призначений головою земельної страхової установи.